# Niophis rufula
Niophis rufula là một loài bọ cánh cứng trong họ Cerambycidae.